# London Symphony Orchestra, Vol. 1
Albums de Frank Zappa
Baby Snakes
(1983) Boulez Conducts Zappa: The Perfect Stranger
(1984)
London Symphony Orchestra, Vol. 1 est un album de musique orchestrale contemporaine de Frank Zappa sorti en 1983.

## Titres
1. Sad Jane – 10 min 05 s
2. Pedro's Dowry – 10 min 26 s
3. Envelopes – 4 min 11 s
4. Mo 'n Herb's Vacation, First Movement – 4 min 50 s
5. Mo 'n Herb's Vacation, Second Movement – 10 min 05 s
6. Mo 'n Herb's Vacation, Third Movement – 12 min 56 s

### Musiciens
- The London Symphony Orchestra dirigé par Kent Nagano
- David Ocker – clarinette
- Chad Wackerman – batterie
- Ed Mann – percussions

## Production
- Production : Frank Zappa
- Ingénierie : Mark Pinske
- Conception pochette : John Vince
- Photo : Steve Schapiro